# 明德满族乡
明德满族乡是中华人民共和国辽宁省铁岭市西丰县下辖的一个民族乡。

## 行政区划
明德满族乡下辖以下村级行政区划单位：
东屏村、横街村、尚文村、巨英村、居贤村、作新村和明德村。